# こけらずし (高知県)
こけらずしは、高知県東洋町の郷土料理。押し寿司の一種である。

## 概要
高知県には多彩な寿司文化があり、こけらずしもそういった寿司文化のひとつに挙げられる。四角い木枠に酢飯と具材を重ねていく押し寿司であり、カラフルな見た目が特徴となっている。具材を幾重にも重ねる様子は「喜びを重ねる」という意味合いを持たせて、縁起物として伝わる。そのため、祝いごとや神事に欠かせない料理となっている。
こけらずしの大きいものでは米5升が使用される。木枠から抜いたばかりのこけらずしは、箱のような形状をしており、これを食べやすい大きさに切り分けて提供する。
高知県の東部では、焼いてほぐした魚を酢に浸し、取り出した酢を寿司酢に使う。これは「酢にごし」と呼ばれる。高知県の西部でも同様にほぐした魚の身を酢に入れるが、その魚の身をそのまま寿司飯に入れる。こちらは「酢ころし」と呼ばれる。また、高知県西部では、魚がきれいに蒸し焼きになるように、濡れた新聞を巻いて、魚の身に焦げをつけない工夫がされている。
かつては、こけらずしは各家庭で作るものであったが、家庭で作ることは減っており、スーパーマーケットなどの小売店で購入することが多くなっている。
こけらずしは、1986年に食糧庁（現・農林水産省総合食料局）が発表したふるさとおにぎり百選にも選定されている。
東洋町白浜では毎年1月に「こけらまつり」が開催され、こけらずしが振る舞われる。

## 再現と継承の取り組み
こけらずしは、客人をもてなす際に供される皿鉢料理の下に敷くもので、出産祝いなどの慶事の際には見舞い品としても使用されていたことが江戸時代末期の記録に残っている。
こけらずしの製作には「寿司桶（）」と呼ばれる木枠が必要であるが、かつてはどこの家庭にも大小さまざまなヒノキのスシオケがあった。こけらずしの製作を主導するのは、その家の姑であり、宴席のある日には朝から親戚などが手伝いに集っていた。このように、こけらずしというのは食する場面はもちろんのこと、作る段階でも協働性と共同性が内包されていたと言える。
2004年、地域活動の一環として東洋町の女性5人が「野根キッチン」を結成して、廃れていたこけらずしの再興に着手した。この当時、日本国内で道の駅が盛んになっていた時期であり、道の駅に類する場として朝市を開催し、その朝市の目玉商品にこけらずしを復活させることにしたのである。
女性5人は幼いころにはそれぞれの家庭でこけらずしが作られてたところを見てはいたが、正しい作り方は分からなかったため、地域でこけらずし作りが上手かったとされる古老から聞き取りを行い、各家庭で眠っていた寿司桶を提供してもらい、試行錯誤を経て商品化にこぎつけたるのだ。野根キッチンで用いている寿司桶は米五升のサイズ（25cm×45cm×高さ35cmほど）である。また、焼いた鯖を漬ける酢には柚の酢を用い、「酢にごし」で寿司飯にしている。
上述のように祝い事の際に配っていてこけらずしを商品にすることには、少なからず心理的な抵抗もあったが、地域住民からは後押しもあった。販売されたこけらずしは地域内外から賞賛され、人気を博すようになり、行政からも活動が着目されるようになり、東洋町主催で「こけらまつり」が開催されるようになった。
大阪府守口市は、旧・野根町（現・東洋町）からの移住者が多いことから東洋町とは姉妹都市提携を行っているが、守口市民祭りへもこけらずしの出店を行っている。
2024年3月には文化庁の100年フード「伝統の100年フード部門」に認定された。